# Архиепархия Портовьехо
Архиепархия Портовьехо (лат. Archidioecesis Portus Veteris) — архиепархия Римско-католической церкви с центром в городе Портовьехо в Эквадоре.

## Территория
Епархия включает в себя территорию провинции Манаби в Эквадоре. В митрополию Портовьехо входит епархия Санто-Доминго-эн-Эквадора. Кафедральным собором архиепархии является собор Иисуса — Доброго Пастыря. Территория архидиоцеза разделена на 78 приходов. В архиепархии служат 116 священников (70 приходских и 46 монашествующих), 60 монахов, 276 монахинь.

## История
Епархия Портовьехо была создана 23 марта 1870 года римским папой Пием IX буллой «Среди множества» (лат. Multiplices inter) на части территории архиепархии Кито и епархии (ныне архиепархии) Гуаякиля. Вначале входила в митрополию Кито.
Ранний период в истории епархии был очень нестабильным. У первого епископа Луиса Тола-и-Авилеса возникли серьезные проблемы со здоровьем. Он самостоятельно управлял диоцезом только в течение нескольких дней. В 1875 году он подал прошение об отставке. В 1878 году римский папа Пий IX вернул его на кафедру. Епархией Портовьехо управляли викарии епископа. Большая часть населения диоцеза исповедовала двоеверие, отдавая предпочтение суевериям и магическим практикам. В это время был построен собор и основан колледж Святого Алоизия Гонзага. В 1881 году Луис Тола-и-Авилес снова подал прошение об отставке, которое на этот раз было удовлетворено.
При его преемнике Педро Шумахере были основаны две семинари, в диоцезе появились члены орденов и конгрегаций из Европы и Северной Америки. Последовавшая за этим либеральная революция уничтожила все церкви и учебные заведения. Монашествующие были изгнаны из страны. Епископ был вынужден эмигрировать в Колумбию.
После смерти епископа Педро Шумахера епархия возглавлялась апостольским администратором, служили всего четыре священника. В 1907 году, после избрания епископом Хуана-Марии Риеры церковная жизнь в диоцезе начала восстанавливаться. 14 декабря 1945 года на части территории епархии была создана Апостольская префектура Эсмеральдас (ныне Апостольский викариат Эсмеральдас). 22 января 1956 года диоцез вошёл в состав митрополии Гуаякиля. 25 февраля 1994 года епархия была преобразована в митропольную архиепархию.

## Ординарии
- Луис Тола-и-Авилес (6.3.1871 — 1881);
  - Sede vacante (1881 — 1885);
- Педро Шумахер, C.M. (27.3.1885 — 15.7.1900);
  - Sede vacante (1900 — 1907);
- Хуан-Мария Риера, O.P. (16.12.1907 — 19.1.1912), назначен епископом Гуаякиля;
  - Sede vacante (1912 — 1947);
- Никанор-Карлос Гавиналес-Чаморро (30.5.1947 — 17.2.1967);
- Луис-Альфредо Карвахаль-Росарио (17.2.1967 — 6.8.1989);
- Хосе-Марио Руис-Навас (6.8.1989 — 6.8.2007);
- Лоренсо Вольтолини-Эсти[итал.] (6.8.2007 — 14.09.2018, в отставке);
- Eduardo José Castillo Pino (2.10.2019 — по настоящее время).